# Times of Grace (álbum)
Times of Grace é o sexto álbum de estúdio da banda americana de sludge metal, Neurosis. Em 2021, a revista Metal Hammer o elegeu como um dos 20 melhores álbuns de metal de 1999.

## Faixas
1. "Suspended in Light" – 1:59
2. "The Doorway" – 7:35
3. "Under the Surface" – 8:37
4. "The Last You'll Know" – 9:14
5. "Belief" – 5:56
6. "Exist" – 1:41
7. "End of the Harvest" – 7:29
8. "Descent" – 2:57
9. "Away" – 9:35
10. "Times of Grace" – 7:22
11. "The Road to Sovereignty" – 3:39